# Martin Wikelski
Martin Wikelski (Múnich, 18 de noviembre de 1965) es un biólogo y ornitólogo alemán. Es catedrático en la Universidad de Constanza y director del Instituto Max Planck de Ornitología en Radolfzell am Bodensee.

## Biografía
En 1991, completó su licenciatura en biología en la Universidad de Múnich. En 1994 recibió su doctorado de la Universidad de Bielefeld en ecología del comportamiento. Seguido de un puesto de postdoctorado en la Universidad de Washington en Seattle y en el Instituto Smithsonian de Investigaciones Tropicales y cargos como profesor asistente en la Universidad de Illinois y en la Universidad de Princeton, donde recibió una cátedra solicitante de vida en 2005. En 2008 Wikelski regresa de los Estados Unidos de vuelta a Alemania y es profesor de ornitología de la Universidad de Constanza director del Instituto Max Planck de ornitología en Radolfzell am Bodensee. De 2009 a 2011 Wikelski fue director general de la Escuela Internacional de Investigación Max Planck de Biología de Organismos, también es director del Instituto Max Planck para la Ornitología desde 2011.
Wikelski investiga sobre la migración animal global.

## Galardones
- 2010 National Geographic Adventurer of the Year[4]
- 2008 National Geographic Emerging Explorer[5]
- 2000 Bartolomew-Preisträger der Gesellschaft für Integrative und Vergleichende Biologie, USA[1]
- 1998 Niko-Tinbergen-Preisträger der Ethologischen Gesellschaft e.V.[1]

## Publicaciones (selección)
- Martin Wikelski, Elisa M Tarlow, Arlo Raim, Robert H Diehl, Ronald P Larkin, G Henk Visser: Costs of migration in free-flying songbirds. In Nature 423, 2003: 704
- William W Cochran, Henrik Mouritsen, Martin Wikelski: Migrating songbirds recalibrate their magnetic compass daily from twilight cues. In Science 304, 2004: 405-408] (enlace roto disponible en Internet Archive; véase el historial, la primera versión y la última).
- Melissa S Bowlin, William W Cochran, Martin Wikelski: Biotelemetry of New World thrushes during migration: Physiology, energetics and orientation in the wild. Integrative & Comparative Biology 45, 2005: 295-304
- Steven J Cooke, Scott G Hinch, Martin Wikelski, Russel D Andrews, Louise J Kuchel, Thomas G Wolcott, Patrick J Butler: Biotelemetry: a mechanistic approach to ecology. In TRENDS in Ecology and Evolution 19, 2004; 335-343
- William W Cochran, Martin Wikelski. Individual migratory tactics of New World Catharus thrushes: current knowledge and future tracking options from space In Birds of Two Worlds ed. de Russel Greenberg, Peter P Marra, 2005, pp. 274-289.